# Glândula salivar menor
As glândulas salivares menores - linguais, bucais e palatinas - são pequenas glândulas mucosas que apresentam ductos curtos e produzem uma secreção principalmente rica em mucoproteínas com alta concentração de IgA secretora. A exceção é a glândula serosa de von Ebner. As mucinas dessas glândulas entram em íntimo contato com os dentes e superfícies mucosas, sendo importantes contribuintes para o mecanismo protetor da saliva. Como as secreções das glândulas salivares menores são especialmente ricas em mucossubstâncias, elas parecem ter papel importante na formação da película adquirida.
Um aspecto interessante das glândulas salivares menores é o acúmulo focal de linfócitos em torno das paredes dos ductos, acreditando-se que eles possam desempenhar um importante papel na proteção imunológica da boca.
A exceção é a glândula serosa de von Ebner. As mucinas dessas glândulas entram em íntimo contato com os dentes e superfícies mucosas, sendo importantes contribuintes para o mecanismo protetor da saliva. Como as secreções das glândulas salivares menores são especialmente ricas em mucossubstâncias, elas parecem ter papel importante na formação da película adquirida.
Um aspecto interessante das glândulas salivares menores é o acúmulo focal de linfócitos em torno das paredes dos ductos, acreditando-se que eles possam desempenhar um importante papel na proteção imunológica da boca.:S